# Kong Kristian
Kong Kristian (Król Kristian) – nieoficjalny królewski hymn Danii, pochodzi prawdopodobnie z ok. 1770 roku. Badania muzykologiczne wykluczyły jakoby muzykę skomponował Ditlev Ludvig Rogert, równie niepewne jest autorstwo słów przypisywane Johannowi Ernstowi Hartmanowi. Hymn, przyjęty w 1780 roku, jest jednym z najstarszych w świecie.
Tekst po raz pierwszy został opublikowany w utworze Johannesa Ewalda Rybacy z 1828 roku. „Kong Kristian” to król Chrystian IV Oldenburg.
Kong Kristian jest grany w obecności rodziny królewskiej. Powszechnie wykonywana jest tylko pierwsza zwrotka.
Kong Kristian
Kong Kristian stod ved højen mast

i røg og damp;

hans værge hamrede så fast,

at gotens hjelm og hjerte brast.

Da sank hvert fjendtligt spejl og mast

i røg og damp.

Fly, skreg de, fly, hvad flygte kan!

hvo står for Danmarks Kristian

hvo står for Danmarks Kristian;

i kamp?
Niels Juel gav agt på stormens brag.

Nu er det tid.

Han hejsede det røde flag

og slog på fjenden slag i slag.

Da skreg de højt blandt stormens brag:

Nu er det tid!

Fly, skreg de, hver, som véd et skjul!

hvo kan bestå mod Danmarks Juel

hvo kan bestå mod Danmarks Juel

i strid?
O, Nordhav! Glimt af Wessel brød

din mørke sky.

Da ty’de kæmper til dit skød;

thi med ham lynte skræk og død.

Fra vallen hørtes vrål, som brød

den tykke sky.

Fra Danmark lyner Tordenskjold;

hver give sig i himlens vold

hver give sig i himlens vold

og fly!
Du danskes vej til ros og magt,

sortladne hav!

Modtag din ven, som uforsagt

tør møde faren med foragt

så stolt som du mod stormens magt,

sortladne hav!

Og rask igennem larm og spil

og kamp og sejer før mig til

og kamp og sejer før mig til

min grav!